# Thousand Roads
Thousand Roads je třetí sólové studiové album amerického zpěváka a kytaristy Davida Crosbyho, vydané v květnu 1993 u vydavatelství Atlantic Records. Vedle samotného Crosbyho jej produkovali Phil Collins, Don Was, Dean Parks, Glyn Johns, Stephen Barncard a Phil Ramone. Jde o jeho poslední sólové album do roku 2014, kdy vyšlo Croz.

## Seznam skladeb
| Pořadí | Název                     | Autor                       | Délka |
| ------ | ------------------------- | --------------------------- | ----- |
| 1.     | Hero (feat. Phil Collins) | Phil Collins, David Crosby  | 4:39  |
| 2.     | Too Young to Die          | Jimmy Webb                  | 5:45  |
| 3.     | Old Soldier               | Marc Cohn                   | 4:58  |
| 4.     | Through Your Hands        | John Hiatt                  | 4:33  |
| 5.     | Yvette in English         | Joni Mitchell, David Crosby | 5:53  |
| 6.     | Thousand Roads            | David Crosby                | 4:31  |
| 7.     | Columbus                  | Noel Brazil                 | 4:26  |
| 8.     | Helpless Heart            | Paul Brady                  | 4:18  |
| 9.     | Coverage                  | Bonnie Hayes                | 3:22  |
| 10.    | Natalie                   | Stephen Bishop              | 4:55  |

## Obsazení
- David Crosby – zpěv
- Pino Palladino – baskytara
- Phil Collins – bicí, perkuse, klávesy, zpěv
- Jeff Pevar – kytara
- Leland Sklar – baskytara
- Jim Keltner – bicí
- Benmont Tench – klávesy
- Jimmy Webb – klavír
- Michael Landau – kytara
- Bernie Leadon – kytara
- Graham Nash – harmonika, vokály
- Jackson Browne – vokály
- Marc Cohn – klavír
- John Leventhal – kytara
- Jeff Porcaro – bicí
- Paulinho Da Costa – perkuse
- Craig Doerge – klávesy, aranžmá
- C.J. Vanston – klávesy
- Kipp Lennon – vokály
- Luis Conte – perkuse
- Dean Parks – kytara, flétna
- David Watkins Clarke – baskytara
- Ethan Johns – bicí, perkuse, kytara
- Andy Fairweather-Low – kytara
- Paul Wickens – klávesy, akordeon
- David Campbell – aranžmá
- Suzie Katayama – violoncello
- Armen Garabedian – housle
- Dimitrie Levici – housle
- Berj Garabedian – housle
- Ruth Johnson – housle
- Evan Wilson – viola
- Scott Haupert – viola
- Maria Newman – viola
- Larry Corbett – violoncello
- Daniel Smith – violoncello
- David Young – akustická basa
- Russell Kunkel – bicí
- Bonnie Hayes – klávesy
- Stephen Bishop – vokály